# 二圍
二圍，是台灣宜蘭縣頭城鎮的一個傳統地域名稱。位於該鎮西南部。相較於今日行政區，其範圍大致為二城里西南半部、中崙里西南部。

## 歷史
台灣清治末期，二圍地區為一街庄，稱為「二圍庄」，隸屬於頭圍堡。該庄東北與金面庄為鄰，東南與中崙庄、下埔庄、大塭庄為鄰，西南邊為白石腳庄為鄰，西北邊為蕃地。
1901年（日治明治三十四年）11月，廢縣廳改設二十廳，該庄隸屬於宜蘭廳，編入第四區。1905年（明治三十八年）7月，第四區改名「二圍區」。1909年（明治四十二年）10月，合併二十廳為十二廳，該庄仍隸屬於宜蘭廳。1920年（大正九年），廢十二廳改設五州二廳，該庄改制為「二圍」大字，隸屬於臺北州宜蘭郡頭圍庄。
戰後頭圍庄改制為頭圍鄉，隸屬於臺北縣，大字亦改制為村。1946年9月，頭圍鄉更名為頭城鄉。1948年再改制為頭城鎮，村改制為里。1950年10月，北、基、宜分治，頭城鎮改隸屬於宜蘭縣。

## 聚落
本地區發展較早的聚落有猴洞坑、二圍等，在日治期初期的官方地圖上已有記載。此外，本地區尚有港仔墘聚落。

## 交通
國道5號又稱「北宜高速公路」，是橫跨台灣東西部的高速公路，大致以北北東—南南西走向轉縱向經過二圍東南部平原地帶，並於南部邊界地帶省道台9線交會口南側設有頭城交流道。由該道路向北轉西北可前往坪林、石碇、南港並止於國道3號南港系統交流道，向南可前往達宜蘭、羅東、蘇澳等地。
省道台2庚線（青雲路一段）是頭城至二城的幹線，其西側端點位於本地區平原地帶省道台9線路口。由此向東北東蜿蜒出境後，轉東北可前往頂埔、新興、頭城市區南側並止於省道台2線路口。
省道台9線（北宜路一段、青雲路一段）又稱「東部幹線」，其中台北至本地區的路段稱為「北宜公路」，大致以東北—西南走向轉北北西—南南東走向再轉東北東—西南西走向穿越國道5號高架橋下經過本地區。由該道向東北經「九彎十八拐」上坡後轉西北可前往坪林、石碇、新店等地，向西南西再轉西南可前往礁溪、宜蘭、五結、羅東等地。
縣道191號（三和路）是頂埔至宜蘭的道路，大致以北北東—南南西走向經過本地區東南端凸出部分。由該道路向北北東可前往中崙、頂埔並止於省道台2庚線路口，向南南西可前往大塭、五股、茅埔、踏踏、抵美、五間、壯七並止於宜蘭市區東側的省道台7線路口。
鄉道宜3線（宜三路二段～一段）是城西至二城的道路，大致以東北—西南走向轉北北東—南南西走向經過本地區中部偏南山腳地帶。由該道路向東北可前往頂福成、拔雅林、頭城市區西南側並止於開蘭路口，向南南西可前往二城並止於省道台9線路口。
鄉道宜3-3線（二城路）是二城至中崙的道路，其西側端點位於本地區東南部二城聚落省道台2庚線路口。由此向東南出境後轉東可前往中崙並止於縣道191號路口。